# Irving Allen Lee
Irving Allen Lee (21 novembre 1948 – 5 settembre 1992) è stato un attore statunitense.
Afro-americano, Allen Lee è conosciuto per aver interpretato il detective Calvin Stoner in Ai confini della notte dal 1977 al 1984 e il dottor Evan Cooper in Ryan's Hope dal 1986 al 1988. Morì di una malattia dovuta all'AIDS all'età di 43 anni.